# Freizügigkeit
Freizügigkeit umfasst das Recht natürlicher und juristischer Personen, den Aufenthalts- und Arbeitsort bzw. Geschäftssitz für einen Zeitraum von mehr als drei Monaten frei zu wählen, d. h. sowohl einen Wechsel innerhalb eines Landes vorzunehmen als auch zu Niederlassungszwecken die Grenzen eines anderen Landes zu überschreiten und sich dort aufzuhalten.
Die Reisefreiheit umfasst dagegen das Recht natürlicher Personen auf Ausreise aus einem Land, einschließlich dem eigenen, sowie das Recht, in ein anderes, einschließlich das eigene, (wieder) einzureisen.

## Freizügigkeit als Menschenrecht
Artikel 13 der Allgemeinen Erklärung der Menschenrechte gibt jedem Menschen das Recht, sich innerhalb eines Staates frei zu bewegen und seinen Aufenthaltsort frei zu wählen sowie jedes Land, einschließlich seines eigenen, zu verlassen und in sein Land zurückzukehren. Die Allgemeine Erklärung der Menschenrechte erkennt demnach ein Auswanderungsrecht an, nicht aber ein Einwanderungsrecht. Dies wird in der politischen Philosophie kontrovers diskutiert.

## Freizügigkeit in der Europäischen Union und dem EWR
Die Freizügigkeit wird im Vertrag über die Arbeitsweise der Europäischen Union und dem auf Grund dieses Vertrags ergangenen Sekundärrechts garantiert.

### Allgemeines
Die Personenfreizügigkeit wird in die für alle Unionsbürger geltende allgemeine Freizügigkeit und in die wirtschaftsbezogene Arbeitnehmerfreizügigkeit und Niederlassungsfreiheit als ein Teil der vier Grundfreiheiten unterteilt. Die allgemeine Freizügigkeit ist gemäß Art. 21 Abs. 1 AEUV geregelt und gestattet den Unionsbürgern, sich in anderen Mitgliedstaaten frei zu bewegen und aufzuhalten. In Art. 45 Abs. 1 AUEV ist darüber hinaus die Freizügigkeit der Arbeitnehmer als Unterfall der Personenfreizügigkeit geregelt (Arbeitnehmerfreizügigkeit). Sie betrifft ausschließlich abhängige Erwerbstätige in Bezug auf Beschäftigung, Entlohnung und sonstige Arbeitsbedingungen. Gemäß Art. 49 AUEV sind Beschränkungen der Niederlassungsfreiheit von Staatsangehörigen eines EU-Mitgliedstaats in einem anderen Mitgliedstaat verboten, insbesondere dürfen sie Agenturen, Niederlassungen, Tochtergesellschaften oder Zweigniederlassungen gründen und führen.

### Rechtsfragen
Das Freizügigkeitsrecht weist weitgehend die Merkmale eines Grundrechts auf und unterscheidet sich nach Funktion, Regelungsgehalt und persönlichem Anwendungsbereich von den Grundfreiheiten. Die internationale Freizügigkeit berechtigt zur grenzüberschreitenden Bewegungsfreiheit und zum dauerhaften Aufenthalt im Staat der eigenen Wahl. Die Freizügigkeit bezweckt primär den Schutz vor Freiheitsverletzungen. Sie umfasst implizit neben dem Recht auf freie Bewegung und freien Aufenthalt auch das Recht, den Herkunftsstaat zu verlassen und in einen anderen Mitgliedstaat einzureisen.
Die allgemeine Freizügigkeit für Unionsbürger ist nach Art. 21 AEUV und Art. 45 EU-Grundrechtecharta das Recht, sich in den Mitgliedsstaaten der EU und des EWR (EU plus Island, Liechtenstein und Norwegen) und der Schweiz frei zu bewegen und sich aufzuhalten, ohne einen Aufenthaltstitel (Visum) zu benötigen. Daneben existiert eine spezielle Ausprägung in Form der Arbeitnehmerfreizügigkeit (Art. 45 AEUV). Diese umfasst das Recht, in jedem Mitgliedsstaat arbeiten zu dürfen. Die Niederlassungsfreiheit (Art. 49 AEUV) und die Dienstleistungsfreiheit (Art. 56 AEUV) gelten für Unternehmen (und Selbstständige als Unternehmer). Diese werden gelegentlich auch unter Freizügigkeit subsumiert, zählen jedoch bereits begrifflich nicht dazu. Gleiches gilt für den freien Waren- (Art. 30, Art. 34, Art. 35 AEUV) Kapital- und Zahlungsverkehr (Art. 64 AEUV).
Das Aufenthaltsrecht ist jedoch nicht absolut. Um in einem anderen EU/EWR-Mitgliedsstaat bleiben zu dürfen, müssen die sich aufhaltenden Bürger entweder in Arbeit oder auf Arbeitssuche sein, studieren oder auf andere Weise ausreichend finanzielle Mittel besitzen und eine Krankenversicherung nachweisen, um keine Belastung für die sozialen Sicherungssysteme des Gastlandes zu werden. Die Staaten dürfen von Bürgern anderer EU/EWR-Länder verlangen, ihren Aufenthalt bei den Meldebehörden nach einer bestimmten Frist zu melden. EU/EWR-Länder dürfen Bürger anderer Länder zurückführen und Ausschlussanordnungen (englisch exclusion orders) gegen sie auf öffentlichem Gebiet, öffentlicher Sicherheit und in der Gesundheitsfürsorge erlassen. Unionsbürger, die beispielsweise schwere Straftaten begehen oder ins Gastland kommen, um von sozialer Sicherung abhängig zu werden, dürfen zurückgeführt werden. Diese müssen jedoch innerhalb eines Zeitraums von maximal drei Jahren die Möglichkeit haben, gegen die Ausschlussanordnungen Rechtsmittel einzulegen. Unter keinen Umständen darf ein EU/EWR-Staat einen Bürger eines anderen Mitgliedsstaates auf Lebenszeit ausschließen.
Jeder EU/EWR-Bürger, der einen Zeitraum von fünf Jahren ununterbrochenen Aufenthalts vollendet hat, hat das Recht auf einen permanenten Aufenthalt, mit dem seine Anwesenheit nicht länger an Bedingungen geknüpft ist. Sie sind damit auch berechtigt, soziale Sicherungsleistungen zu empfangen. Permanenter Aufenthalt kann nur nach einer zweijährigen Abwesenheit aufgehoben werden.
Von März bis Juni 2020 waren viele Grenzen zwischen Mitgliedstaaten wegen der COVID-19-Pandemie geschlossen. Im Februar 2021 kam es wegen der Pandemie erneut zu Grenzschließungen. Das digitale COVID-Zertifikat der EU sollte ab Juni 2021 sowohl die öffentliche Gesundheit schützen als auch die Freizügigkeit innerhalb der EU gewährleisten.

## Deutschland

### Geschichte

#### Innerhalb Deutschlands
In der Zeit des Absolutismus und Merkantilismus war die Freizügigkeit innerhalb Deutschlands und Europas durch eine strenge Visapolitik stark eingeschränkt (siehe Visum).
Die Bundesakte des Deutschen Bundes von 1815 kannte zwar an sich das Recht, dass ein Deutscher in einen anderen deutschen Staat ziehen durfte. Die Praxis hing allerdings von den Bedingungen des aufnehmenden Staates ab. Die Grundrechte des deutschen Volkes in der Paulskirchenverfassung von 1849 sahen das grundsätzliche Recht eines jeden Deutschen vor, an jedem Ort des Reichsgebiets seinen Aufenthalt und Wohnsitz zu nehmen; Gesetze sollten gewisse Bedingungen dazu behandeln. Wegen des Widerstandes der größeren deutschen Staaten wurden die Grundrechte allerdings nicht wirksam.
Die Freizügigkeit von Ärzten wurde in Bayern 1866 erreicht.
Im Norddeutschen Bund wurde durch Gesetz vom 1. November 1867 die Freizügigkeit eingeführt, das durch die Verfassung des Deutschen Bundes und die Novemberverträge auch auf die süddeutschen Länder ausgedehnt wurde. Mit der Gründung des Kaiserreichs wurde durch Art. 3 der Reichsverfassung ein gemeinsames Indigenat mit der Wirkung eingeführt, dass Angehörige eines jeden Bundesstaates in jedem anderen Bundesstaat als Inländer zu behandeln und demgemäß zum festen Wohnsitz, zum Gewerbebetriebe, zu öffentlichen Ämtern, zur Erwerbung von Grundstücken, zur Erlangung des Staatsbürgerrechtes und zum Genuss aller sonstigen bürgerlichen Rechte unter denselben Voraussetzungen wie der Einheimische zuzulassen, auch in Betreff der Rechtsverfolgung und des Rechtsschutzes demselben gleich zu behandeln sind (Art. 3 Abs. 1 der Reichsverfassung). Kein Deutscher durfte in der Ausübung dieser Befugnis durch die Obrigkeit seiner Heimat, oder durch die Obrigkeit eines anderen Bundesstaates beschränkt werden (Art. 3 Abs. 2 der Reichsverfassung). Einschränkungen unterlag nach Art. 3 Abs. 3 lediglich der Zugang zu Sozialleistungen (siehe Gesetz über den Unterstützungswohnsitz).
Durch Art. 111 der Weimarer Verfassung erhielt die Freizügigkeit innerhalb des Reichsgebietes Verfassungsrang, allerdings mit einem Gesetzesvorbehalt.

#### Außengrenzen Deutschlands
Durch das Passgesetz des Norddeutschen Bundes von 12. Oktober 1867, das durch die Verfassung des Deutschen Bundes und die Novemberverträge auch auf die süddeutschen Länder ausgedehnt wurde, wurde die Freizügigkeit auch nach außen stark liberalisiert. Deutsche Staatsangehörige brauchten weder zur Einreise nach Deutschland, noch zur Ausreise einen Reisepass (§ 1 Abs. 1 des Passgesetzes). Auch von Ausländern sollte weder beim Eintritt, noch beim Austritt über die Grenze des Bundesgebietes, noch während ihres Aufenthalts oder ihrer Reisen innerhalb desselben ein Reisepapier gefordert werden (§ 2 des Passgesetzes). Die Visumspflicht war abgeschafft (§ 5 des Passgesetzes). In ganz Europa wurde die Reisefreiheit ermöglicht, bis auf Russland und die Türkei. Eine nationale Reglementierung der Arbeitsmärkte war noch kaum entwickelt.
Preußen führte 1909 einen Inlandslegitimierungszwang ein. Zu Anfang des Ersten Weltkriegs führte das Deutsche Reich für In- und Ausländer 1914 die Passpflicht ein. 1916 wurde die Visumspflicht eingeführt, und zwar sowohl für Ausländer, die nach Deutschland einreisen wollten (Einreisevisum), als auch für Deutsche, die die deutsche Reichsgrenze überschreiten wollten (Ausreisevisum). Beide Verordnungen blieben bis 1925 in Kraft. Am 31. Juli 1918 wurde durch das Gesetz gegen die Steuerflucht (RGBl. 1918, 951), die Verlagerung des Wohnsitzes oder des gewöhnlichen Aufenthalt mit einer Wegzugsbesteuerung massiv erschwert. So blieb die unbeschränkte Steuerpflicht auch dann aufrechterhalten, wenn der Steuerpflichtige keinen Wohnsitz oder gewöhnlichen Aufenthalt mehr im Inland hatte (§1 des Gesetzes gegen die Steuerflucht). Als „unpatriotische Fahnenflucht“ konnte sogar bei Nichtentrichtung die deutsche Staatsangehörigkeit entzogen werden. Durch das Gesetz gegen die Kapitalflucht vom 24. Dezember 1920 (RGBl. 1921, 33) wurde die Freizügigkeit weiter eingeschränkt. Die Überführung von Vermögenswerten ins Ausland (Zahlungsmittel und Wertpapiere) wurde beschränkt. Nach einer vorübergehenden Liberalisierung ab 1925 (Aufhebung der Ausreisevisumpflicht für Deutsche, Visaabkommen mit mehreren Staaten, Auslaufen des Gesetzes gegen die Steuerflucht), traten ab 1931 in Folge der Weltwirtschaftskrise weitere massive Einschränkungen der Personenfreizügigkeit in Kraft, die bis deutlich nach dem Zweiten Weltkrieg andauern sollten. 1931 wurde für Auslandsreisen eine Passumlage von 100 Reichsmark eingeführt. Durch die Reichsfluchtsteuer wurde das Vermögen derjenigen besteuert, die ihren Wohnsitz oder gewöhnlichen Aufenthalt ins Ausland verlegten, und durch die Verordnung über die Devisenbewirtschaftung (RGBl. 1931, 421), die Übertragung von Vermögenswerten ins Ausland gleichgültig ob bei Reisen oder bei Auswanderung bis auf kleine Freigrenzen genehmigungspflichtig. Mit der Einführung der allgemeinen Wehrpflicht für Männer im Jahre 1935 (Wehrgesetz vom 21. Mai 1935) trat zudem die Wehrüberwachung in Kraft. Mit Beginn des Zweiten Weltkriegs wurde auch wieder die Pflicht zur Erteilung eines Ausreisevisums für Deutsche eingeführt.

### Grundrecht auf Freizügigkeit für alle Deutschen

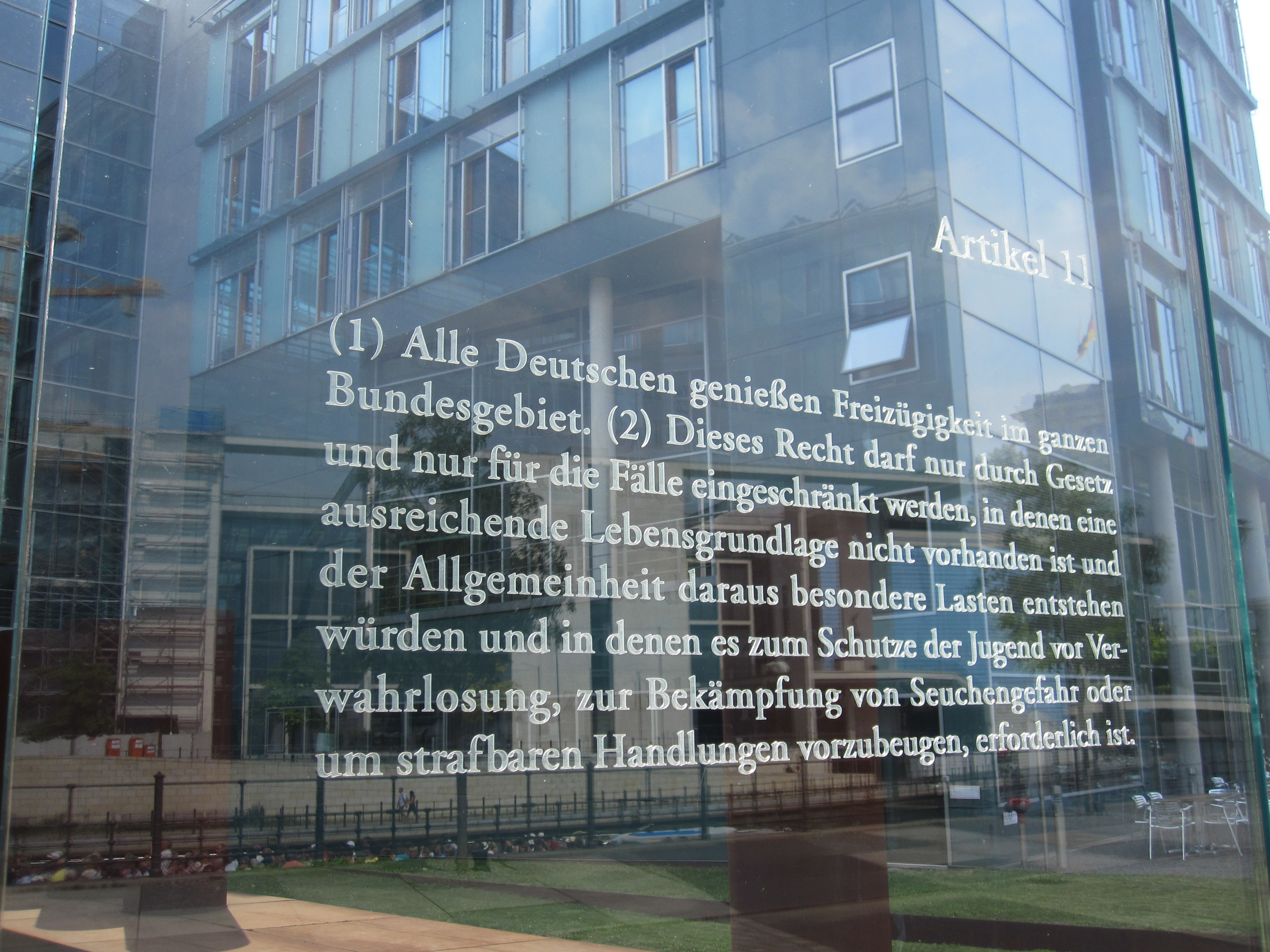
Artikel 11 des Grundgesetzes – eine Arbeit von Dani Karavan an den Glasscheiben zur Spreeseite beim Jakob-Kaiser-Haus des Bundestages in Berlin

Die Freizügigkeit für alle Deutschen im gesamten Bundesgebiet ist in Art. 11 GG als Grundrecht garantiert und lautet wie folgt:
(1) Alle Deutschen genießen Freizügigkeit im ganzen Bundesgebiet.
(2) Dieses Recht darf nur durch Gesetz oder auf Grund eines Gesetzes und nur für die Fälle eingeschränkt werden, in denen eine ausreichende Lebensgrundlage nicht vorhanden ist und der Allgemeinheit daraus besondere Lasten entstehen würden oder in denen es zur Abwehr einer drohenden Gefahr für den Bestand oder die freiheitliche demokratische Grundordnung des Bundes oder eines Landes, zur Bekämpfung von Seuchengefahr, Naturkatastrophen oder besonders schweren Unglücksfällen, zum Schutze der Jugend vor Verwahrlosung oder um strafbaren Handlungen vorzubeugen, erforderlich ist.

#### Schutzbereich

##### Persönlich
Träger des Grundrechts sind alle deutschen Staatsbürger im Sinne von Art. 116 GG. Daher können sich nur Deutsche auf das Grundrecht berufen. Die Freizügigkeit derjenigen, die nicht über die deutsche Staatsbürgerschaft verfügen, wird von dem Auffanggrundrecht der allgemeinen Handlungsfreiheit aus Art. 2 I GG geschützt. Ebenfalls als Träger anerkannt sind inländische juristische Personen. Indem diese beispielsweise ihren Geschäftssitz verlegen und neue Niederlassungen gründen können, ist das Grundrecht, wie von Art. 19 III GG gefordert, seinem Wesen nach auf sie anwendbar.

##### Sachlich
In sachlicher Hinsicht schützt das Grundrecht das Recht, ungehindert an jedem Ort in der Bundesrepublik Aufenthalt und Wohnung zu nehmen und zu diesem Zweck jederzeit in die Bundesrepublik einzureisen.
Unter Wohnungsnahme ist in Anlehnung an § 7 BGB die Begründung eines ständigen Orts der Niederlassung zu verstehen. Aufenthaltsnahme beschreibt im Gegenzug das Verweilen an einem bestimmten Ort für einen gewissen Zeitraum oder mit einer Regelmäßigkeit.
Nicht vom Schutz des Grundrechts umfasst ist das Recht auf Ausreise oder Auswanderung, da sich die Gewährleistung der Freizügigkeit nur auf das gesamte Bundesgebiet beschränkt. Das Recht auf Ausreise und Auswanderung wird wie die Freizügigkeit von Ausländern im Allgemeinen nur als Ausfluss der allgemeinen Handlungsfreiheit geschützt.
Die negative Freizügigkeit umfasst das Recht, einen bestimmten Wohnsitz nicht zu nehmen oder sich nicht an einen bestimmten Ort zu begeben.

#### Einschränkungen
Artikel 11 Abs. 2 GG sieht die Möglichkeit vor, das Grundrecht der Freizügigkeit durch Gesetz oder auf Grund eines Gesetzes einzuschränken. Diese Einschränkung darf nur zu bestimmten, im Absatz definierten Zwecken erfolgen. Damit normiert Absatz 2 einen qualifizierten Gesetzesvorbehalt. Eine weitere Möglichkeit der Einschränkung ergibt sich aus Art. 17a II GG.

##### Schranken des qualifizierten Gesetzesvorbehalts
Eine der in Absatz 2 genannten Zwecke der Einschränkung des Grundrechts ist der Schutz vor Seuchen und Unglücksfällen. Zulässig sind danach Einschränkungen durch oder auf Grund eines Gesetzes zur Bekämpfung von Seuchengefahr, Naturkatastrophen oder besonders schweren Unglücksfällen, beispielsweise bei Evakuierungsmaßnahmen. Die Rechtsverordnungen der Bundesländer aufgrund § 32 des Infektionsschutzgesetzes (IfSG) enthielten während der COVID-19-Pandemie in Deutschland zeitweise auch ein Verbot touristischer Reisen und der Nutzung von Nebenwohnungen. Für Touristen und Personen, die ihren Zweitwohnsitz in dem betroffenen Bundesland nutzen wollten, stellten diese Regelungen einen Eingriff in das Grundrecht der Freizügigkeit dar. Die verfassungsmäßige Rechtfertigung wurde in der Rechtsprechung unterschiedlich beurteilt.
Weiterhin führt der Absatz den Schutz der Jugend vor Verwahrlosung als Ziel an. Art. 11 GG erlaubt weitere Einschränkungen der Freizügigkeit zum Schutz der Jugend vor Verwahrlosung, etwa durch das Aufenthaltsbestimmungsrecht der Eltern, das Verbot gefährlicher Orte oder im Fall einer Heimunterbringung.
Außerdem kann die Freizügigkeit zur Vorbeugung strafbarer Handlungen durch Handlungen wie einen Platzverweis, Aufenthaltsverbote, die Anordnung von Polizeiaufsicht oder Sicherungsverwahrung beschränkt werden.
Einschränkungen der Freizügigkeit kommen außerdem „zur Abwehr einer drohenden Gefahr für den Bestand […] des Bundes oder eines Landes“ in Betracht. Beispielhaft für derartige Eingriffe sind Betretensverbote für Unruhegebiete. Diese Qualifikation – wie auch die Qualifikation „zur Abwehr einer drohenden Gefahr für […] die freiheitliche demokratische Grundordnung des Bundes oder eines Landes“ – wurde 1968 im Rahmen der Notstandsgesetze eingeführt. Beide Qualifikationen erfordern eine Notstandssituation nach Art. 91 GG.
Der Staat kann – unter nachfolgenden Einschränkungen – außerdem die Freizügigkeit derjenigen Deutschen beschränken, die auf Staatsleistungen wie Sozialhilfe oder Arbeitslosengeld II angewiesen sind. Einschränkungen der Freizügigkeit von Bürgern deutscher Staatsangehörigkeit, so etwa hinsichtlich Umzug, Bewegung und Aufenthalt im gesamten Bundesgebiet, wie sie als solche in den Eingliederungsvereinbarungen der Jobcenter bei Arbeitslosengeld-II-Empfängern teilweise vorgenommen werden, sind gemäß Art. 2 und dem konkreten Wortlaut in Art. 11, Abs. 2 in dem Fall grundgesetzwidrig, wenn der Allgemeinheit daraus keine „besonderen Lasten“ entstehen: „Dieses Recht darf nur durch Gesetz oder auf Grund eines Gesetzes und nur für die Fälle eingeschränkt werden, in denen eine ausreichende Lebensgrundlage nicht vorhanden ist und der Allgemeinheit daraus besondere Lasten entstehen würden (…)“. Außerdem sind sie grundgesetzwidrig, sofern die konkrete Einschränkung des Grundrechts gemäß Zitiergebot (Art. 19 Abs. 1 Satz 2 GG) nicht schriftlich aufgeführt wird oder – gemäß Urteil des Bundessozialgerichts (Az.: B 4 AS 60/09 R) – wenn der Gleichheitsgrundsatz des Art. 3 verletzt wird.
So urteilte das Bundessozialgericht, dass Arbeitslosengeld-II-Empfänger umziehen dürfen, auch wenn der Wohnraum im Zuzugsgebiet teurer ist (der Kläger zog von Erlangen nach Berlin). Andernfalls seien der Gleichheitssatz (Art. 3 GG) und die ebenfalls im Grundgesetz verankerte Freizügigkeit (Art. 11 GG) verletzt. Eine Beschränkung der freien Wohnortwahl gemäß GG gelte daher lediglich innerhalb einer Kommune. Der Staat ist allerdings nicht verpflichtet, durch zusätzliche Zahlungen z. B. von Umzugskosten die tatsächliche Wahrnehmung der Freizügigkeit finanziell zu ermöglichen. Unabhängig davon sind jene Fälle zu betrachten, in denen besondere Gründe für den Umzug vorliegen (zu kleine Wohnung, Krankheit oder Ähnliches).
Insbesondere für Bürger anderer Nationalität gab es Freizügigkeitseinschränkungen vor allem in der Nachkriegszeit mit Begründung der Förderung eines finanziellen Lastenausgleichs der Bundesländer. In jüngerer Zeit gab es wieder Einschränkungen für deutschstämmige Spätaussiedler aus Osteuropa (bis zum 31. Dezember 2009). Diese Menschen verloren ihren Sozialhilfeanspruch, wenn sie den ihnen zugewiesenen Wohnort verließen und umzogen. Dies geschah auch angesichts der umstrittenen Praxis, Asylbewerber oder Spätaussiedler in eigenständigen Unterkünften unterzubringen und um die finanziellen Belastungen einzelner stark betroffener Gemeinden in Grenzen zu halten, wobei jedoch auch Furcht vor fehlender staatlicher Kontrolle sowie Zwecke der Abschreckung durch ungünstige Lebensbedingungen eine Rolle spielen können. In Bezug auf Spätaussiedler erklärte das Bundesverfassungsgericht durch Urteil vom 17. März 2004 die Einschränkung für verfassungsgemäß.

##### Weitere Schranken
Nach Art. 17a GG kann die Freizügigkeit auch im Verteidigungsfall eingeschränkt werden. Daneben kommt eine Einschränkung durch kollidierendes Verfassungsrecht in Betracht. So kann die Ausreise auf Grund des Passgesetzes verweigert werden, wenn beispielsweise erhebliche Belange der Bundesrepublik Deutschland gefährdet werden oder der Ausreisewillige sich seiner Nährpflicht gegenüber Angehörigen oder den Steuerpflichten entziehen will. Für die Ausreise kann auch ein Abzugsgeld verlangt werden. Nach dem Außensteuergesetz muss ein Unternehmer bei Betriebsverlagerung ins Ausland außerhalb der Europäischen Union z. B. seine stillen Reserven heben und versteuern.
Eine Einschränkung durch Gesetz oder auf Grund eines Gesetzes zu sonstigen Zwecken ist unstatthaft. Die Freizügigkeit von Ausländern kann jedoch zu jedem verfassungsmäßigen Zweck durch Gesetz oder auf Grund eines Gesetzes eingeschränkt werden. Der Aufenthalt von Asylbewerbern, vollziehbar ausreisepflichtigen und geduldeten Ausländern ist gesetzlich auf das Bundesland oder auf den Bezirk der Ausländerbehörde beschränkt. Das Verlassen des zugewiesenen Aufenthaltsbereiches ist nur in Ausnahmefällen generell oder mit gesonderter Erlaubnis zulässig, ein Zuwiderhandeln ist sanktioniert. Eine solche Residenzpflicht besteht innerhalb der Europäischen Union in keinem anderen Land als Deutschland.
Trotz des Art. 11 GG ist es möglich, dass Deutsche ihren bisherigen regelmäßigen Wohn- und Aufenthaltsort in Deutschland verlassen müssen. Das Recht, aus einem Wohnhaus oder einer Wohnung nicht ausziehen zu müssen, setzt voraus, dass Bewohner dieses Hauses oder dieser Wohnung deren Eigentümer, unkündbare Mieter oder Pächter sind. Wenn aber etwa eine Betreibergesellschaft das Eigentum an allen Häusern eines Dorfes erworben hat, das einem Braunkohletagebau weichen soll (auch durch rechtmäßige Enteignungen), dann ist das als „Recht auf Heimat“ aufgefasste Recht auf Freizügigkeit gegenstandslos geworden.
Das Recht auf Freizügigkeit setzt nicht das Recht von privaten Grundstückseigentümern außer Kraft, an die Erlaubnis zum Betreten ihres Grundstücks bzw. zum Verbleib auf diesem Bedingungen zu knüpfen. Auch Mieter und Pächter sind berechtigt, ihr Hausrecht auszuüben und z. B. unwillkommene Besucher zum Verlassen ihrer Wohnung aufzufordern. Ein Recht auf das Betreten militärischer Bereiche oder gar militärischer Sicherheitsbereiche durch Zivilisten gibt es nicht.

### Einreise und Aufenthalt von Unionsbürgern
Der Bund hat gem. Art. 73 Abs. 1 Nr. 3 GG die ausschließliche Gesetzgebung über die Freizügigkeit sowie die Ein- und Auswanderung. Die konkurrierende Gesetzgebung erstreckt sich auf das Aufenthalts- und Niederlassungsrecht der Ausländer (Art. 74 Abs. 1 Nr. 4 GG). Als Art. 2 des Zuwanderungsgesetzes trat am 1. Januar 2005 das Gesetz über die allgemeine Freizügigkeit von Unionsbürgern (Freizügigkeitsgesetz/EU – FreizügG/EU) in Kraft. Es regelt zusammen mit einer Allgemeinen Verwaltungsvorschrift die Einreise und den Aufenthalt von Staatsangehörigen anderer Mitgliedstaaten der Europäischen Union (Unionsbürger) und ihrer Familienangehörigen (§ 1 FreizügG/EU). Für eine Einreise und einen Aufenthalt bis zu drei Monaten sind nur ein Personalausweis oder Reisepass erforderlich (§ 2 FreizügG/EU, § 3 FreizügG/EU).
Die Richtlinie 2004/38/EG (Freizügigkeitsrichtlinie) wurde mit einer Änderung des FreizügG/EU vom 19. August 2007 umgesetzt.
Das grenzüberschreitende Beförderungsverbot in der Coronavirus-Schutzverordnung vom 29. Januar 2021 aus Gründen der öffentlichen Gesundheit hielt die Rechtsprechung nach summarischer Prüfung für vereinbar mit dem Verlust des Rechts auf Einreise und Aufenthalt gem. § 6 Abs. 1 Satz 1 und 2 FreizügG/EU, Art. 45 Abs. 3, Art. 52 Abs. 1 AEUV.

## Schweiz

Gemeinsamer Markt aus EU Mitgliedern und EFTA-Staaten

In der Schweiz ist die Freizügigkeit als Niederlassungsfreiheit in Artikel 24 der Bundesverfassung allen Schweizer Bürgern als Grundrecht garantiert.
Da die Schweiz kein Mitglied der EU ist, ist sie – anders als die sie umgebenden Länder, die mit Ausnahme Liechtensteins allesamt EU-Mitglieder sind – darauf angewiesen, gegebenenfalls mit anderen Ländern bilaterale Freizügigkeitsverträge abzuschließen. Dies wird genutzt, um die Einwanderung in die Schweiz zu steuern.
Mit der EU besteht seit 1999 ein Freizügigkeitsabkommen. Mit der Vaduz-Konvention wurde im Jahr 2001 zwischen den EFTA-Staaten Island, Liechtenstein, Norwegen und Schweiz die Freizügigkeit vereinbart.